# STS-55
STS-52 e петдесет и петата мисия на НАСА по програмата Спейс шатъл и четиринадесети полет на совалката Колумбия. Tова е международен полет с участието на двама астронавти на DLR по програма Спейслаб, втори поред с кодово име D-2.

## Екипаж
| Пост                           | Астронавт                                 |
| ------------------------------ | ----------------------------------------- |
| Командир                       | Стивън Нейгел четвърти космически полет   |
| Пилот                          | Терънс Хенрикс втори космически полет     |
| Специалист на мисията 1        | Джери Рос четвърти космически полет       |
| Специалист на мисията 2        | Чарлс Прекърт първи космически полет      |
| Специалист на мисията 3        | Бърнърд Харис първи космически полет      |
| Специалист по полезния товар 1 | Улрих Валтер (DLR) първи космически полет |
| Специалист по полезния товар 2 | Ханс Шлегел (DLR) първи космически полет  |

- Броят на полетите е преди и включително тази мисия.

## Полетът
Това е вторият полет (D-2) в орбита на немския модул за многократна употреба Spacelab. Първият полет (D-1) е по време на мисия STS-61A през октомври 1985 г.
Научната програма на мисия D-2 е разработена от DLR, НАСА, ESA, CNES, Японската агенция за аерокосмически изследвания и други агенции (от общо 11 държави). От 88 експерименти, проведени на по време на мисия D-2, четири са спонсорирани от НАСА.
Екипажът работи на две смени денонощно, за завършване на изследванията в областите: физика на течностите, материалознанието, физиологията, биологията, новите технологии, наблюдения на Земята, атмосферна физика и астрономия. По време на полета астронавта лекар на мисията д-р Бърнърд Харис за първи път инжектира интравенозно физиологичен разтвор на друг астронавт в космоса (Ханс Шлегел) за изучаване на промените и адаптацията му.
По време на полета са достигнати и надминати 365 сумарни денонощия в космоса на целия флот от космически совалки и 100 дни време на полет в космоса само за „Колумбия“.

## Параметри на мисията
- Маса:
  - При кацане: 103 121 кг
  - Маса на полезния товар: 11 539 кг
- Перигей: 298 км
- Апогей: 306 км
- Инклинация: 28,45°
- Орбитален период: 90.5 мин

## Галерия
- Совалката на стартовата площадка
- Африканския рог, сниман от совалката
- Изглед към Спейслаб